# St. Lunaire
St. Lunaire is een dorp in de Canadese provincie Newfoundland en Labrador. De plaats ligt in het uiterste noorden van het eiland Newfoundland. 

## Geschiedenis en toponymie
St. Lunaire is door vissers uit Bretagne vernoemd naar Saint-Lunaire, een belangrijke Bretonse havenplaats. Reeds in de 16e eeuw waren Franse vissers bij het plaatsje actief. Later werd het onderdeel van de zogenaamde "Franse kust van Newfoundland", waar Fransen in de 18e en 19e eeuw officieel visserij- en visverwerkingsrechten genoten.

## Geografie
St. Lunaire is de hoofdplaats en grootste bewoningskern van de gemeente St. Lunaire-Griquet. De plaats ligt aan de noordoever van St. Lunaire Bay, een baai in het uiterste noorden van het Great Northern Peninsula. St. Lunaire ligt aan provinciale route 436 en grenst in het noorden aan het plaatsje Griquet. Het is de grootste Newfoundlandse plaats ten noorden van St. Anthony.

## Galerij

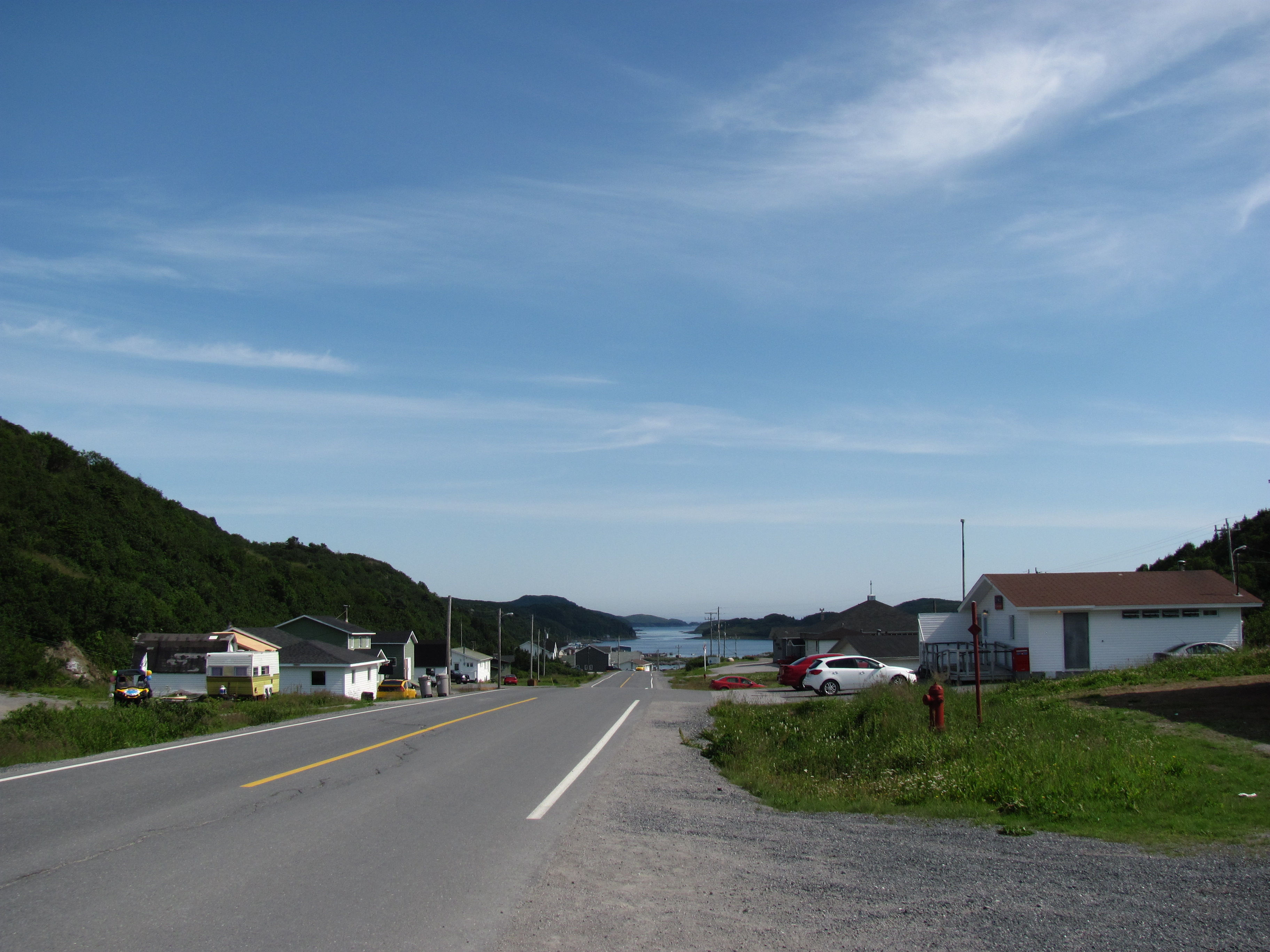
Main Street in St. Lunaire
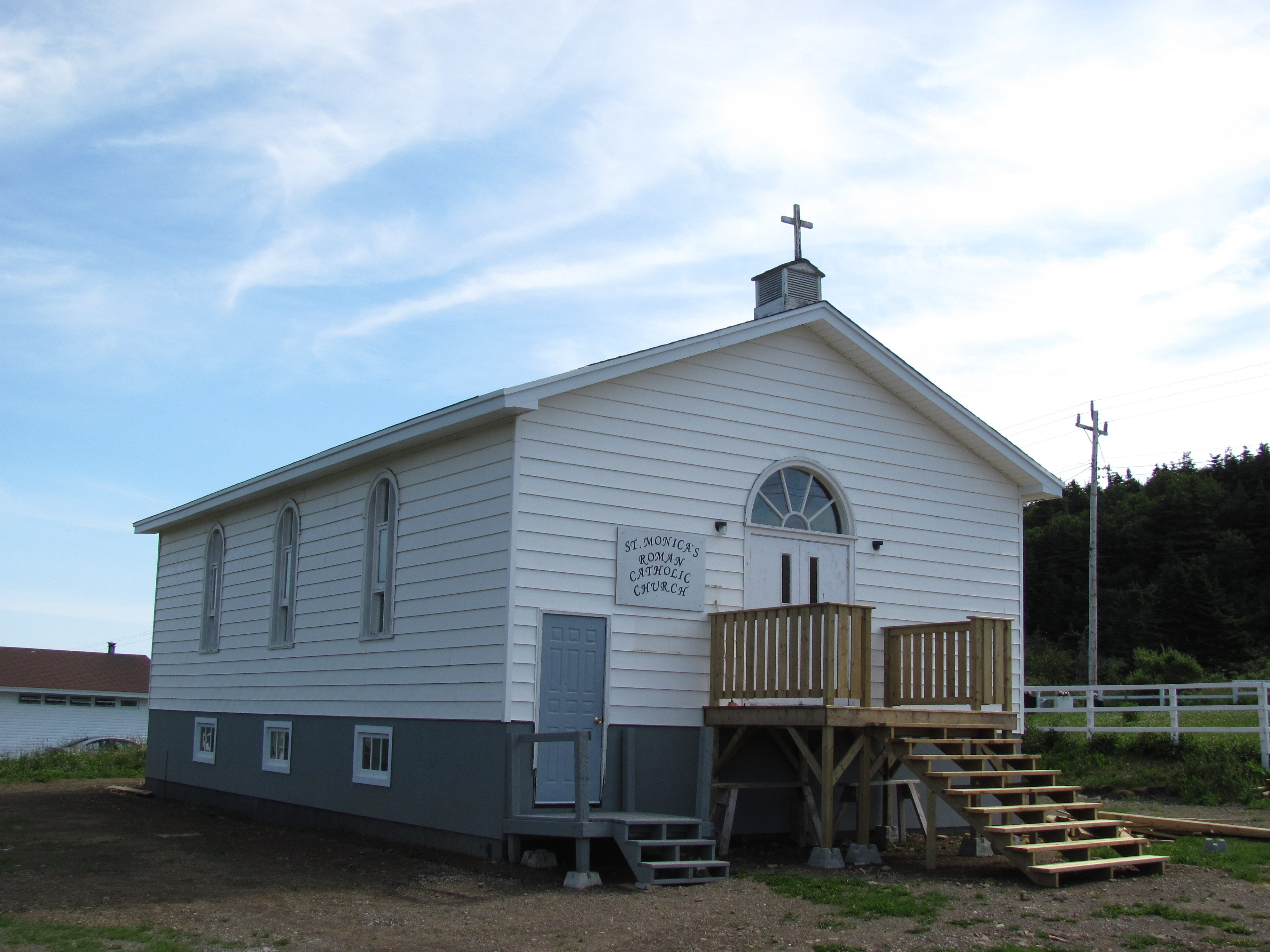
De rooms-katholieke Sint-Monicakerk
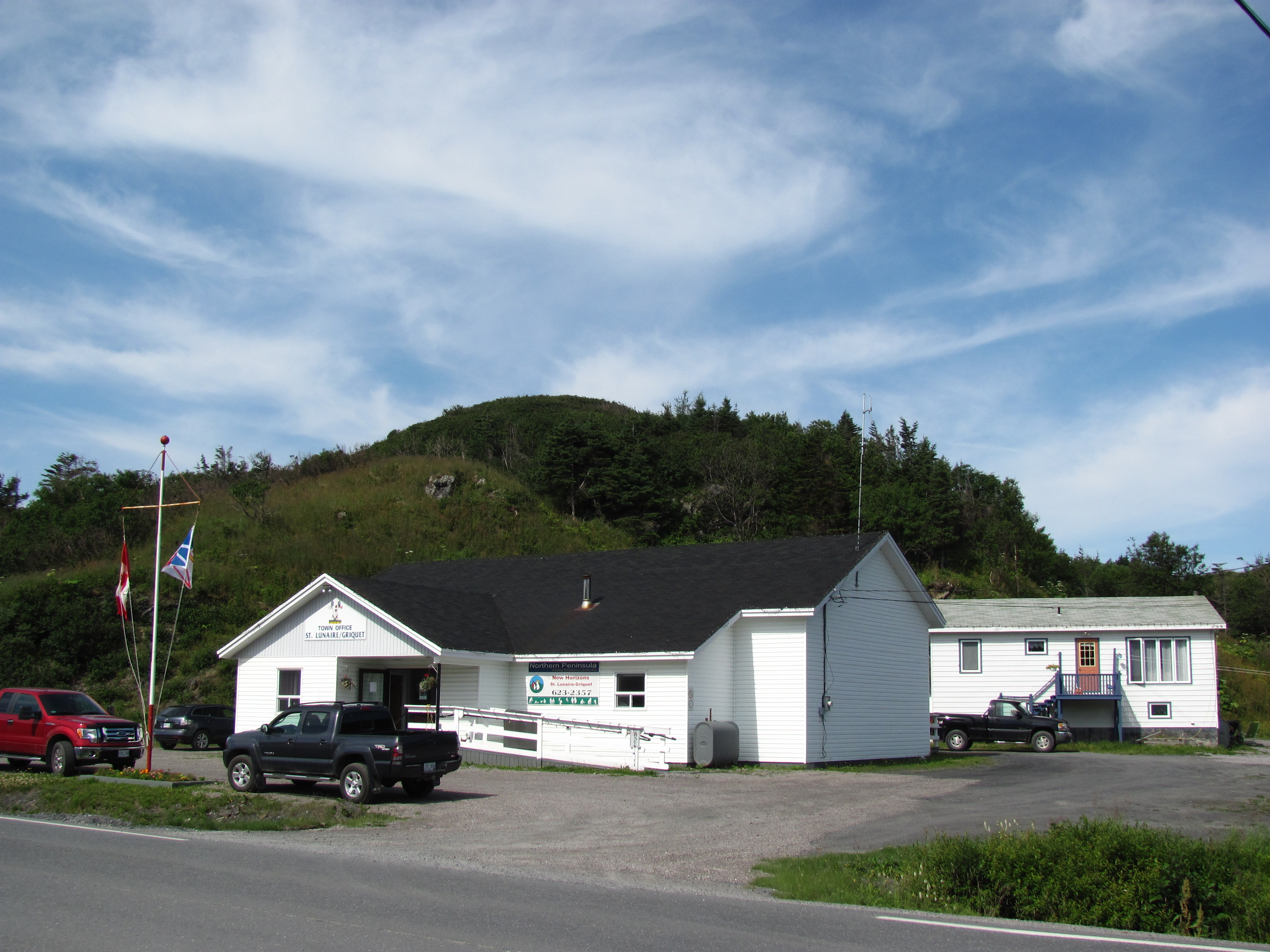
Gemeentehuis van St. Lunaire-Griquet